# Mundemba
Mundemba, anche nota come Ndian o Mundenba,  è una città del sud-ovest del Camerun, capoluogo del dipartimento di Ndian.